# Un giudice di rispetto
Un giudice di rispetto è un film italiano del 2000 diretto da Bruno Mattei (ma accreditato all'attore Walter Toschi per problemi burocratici).

## Trama
Francesco Di Nardo, giovane magistrato di origini siciliane, risulta scomodo ai "piani alti" per aver avviato indagini su alcuni pezzi grossi della polizia. Il procuratore capo Lupi lo spedisce dunque a Oria, un paese della provincia di Brindisi il cui tribunale è malandato e malfunzionante, con processi che - seppur di piccola entità - sono pendenti da molti anni. Unico collaboratore l'anziano cancelliere Agenore Trotta, devoto dipendente dello Stato ma abituato ormai ad una gestione "comoda" del pubblico ufficio di giustizia.
Si trova subito a fronteggiare un grosso problema: la cava di pietra che dà lavoro a molti abitanti del paese è chiusa da molto tempo nonostante le sovvenzioni erogate dalla Cassa del Mezzogiorno e il decreto della magistratura che ne intima la riapertura. Il proprietario della cava è l'ingegnere Baldassarre, politicamente ed economicamente uomo di potere, che non intende riaprire la cava.
Nelle sue indagini il magistrato Di Nardo conoscerà don Carmine Di Cristina, boss locale e uomo d'onore, che gli consiglia ripetutamente di non alterare gli equilibri esistenti nel paese in cambio di una collaborazione. Ma Di Nardo non accetta compromessi e attende l'occasione per poter arrestare l'ingegner Baldassarre assieme a don Carmine e i suoi scagnozzi; l'occasione gli sarà fornita dal crudele omicidio dell'appuntato dei carabinieri Piacentini, ammazzato con la sua fidanzata mentre Di Nardo lascia Oria poiché trasferito ad altro incarico.
Il magistrato ritorna dunque al paese e riprende le indagini, riuscendo a far arrestare l'ingegner Baldassarre, don Carmine e il suo braccio destro Tony il Marsigliese.

## Produzione
Il film è stato girato quasi interamente a Oria (BR) tra il 1999 e il 2000, arrivando nei cinema solo nel 2002. Prodotto da Gianni Paolucci, è stato realizzato con il sostegno del Dipartimento dello Spettacolo del Ministero per i Beni e le Attività Culturali.